# Pěčnov
Pěčnov – miejscowość i gmina (obec) w Czechach, w kraju południowoczeskim, w powiecie Prachatice. W 2022 roku liczyła 154 mieszkańców.